# Catalunya Sí
Catalunya Sí (en français « Oui à la Catalogne ») est un parti politique catalan, de type indépendantiste fondé en 2011, présidé par Alfred Bosch.
Dans le cadre de la coalition La Gauche pour le droit de décider, il remporte un siège de député européen le 25 mai 2014.